# Hieracium chalcidicum
Hieracium chalcidicum es una especie de planta con flor del género Hieracium, de la familia Asteraceae, orden Asterales.

## Distribución
Hieracium chalcidicum se distribuye por Bulgaria, Grecia, Turquía y Yugoslavia.

## Taxonomía
Fue descrita científicamente por Boiss. & Heldr. Fue publicada en P.E.Boissier, Diagn. Pl. Orient., ser. 2, 3: 104 (1856).